# St. Engelbert (Essen)

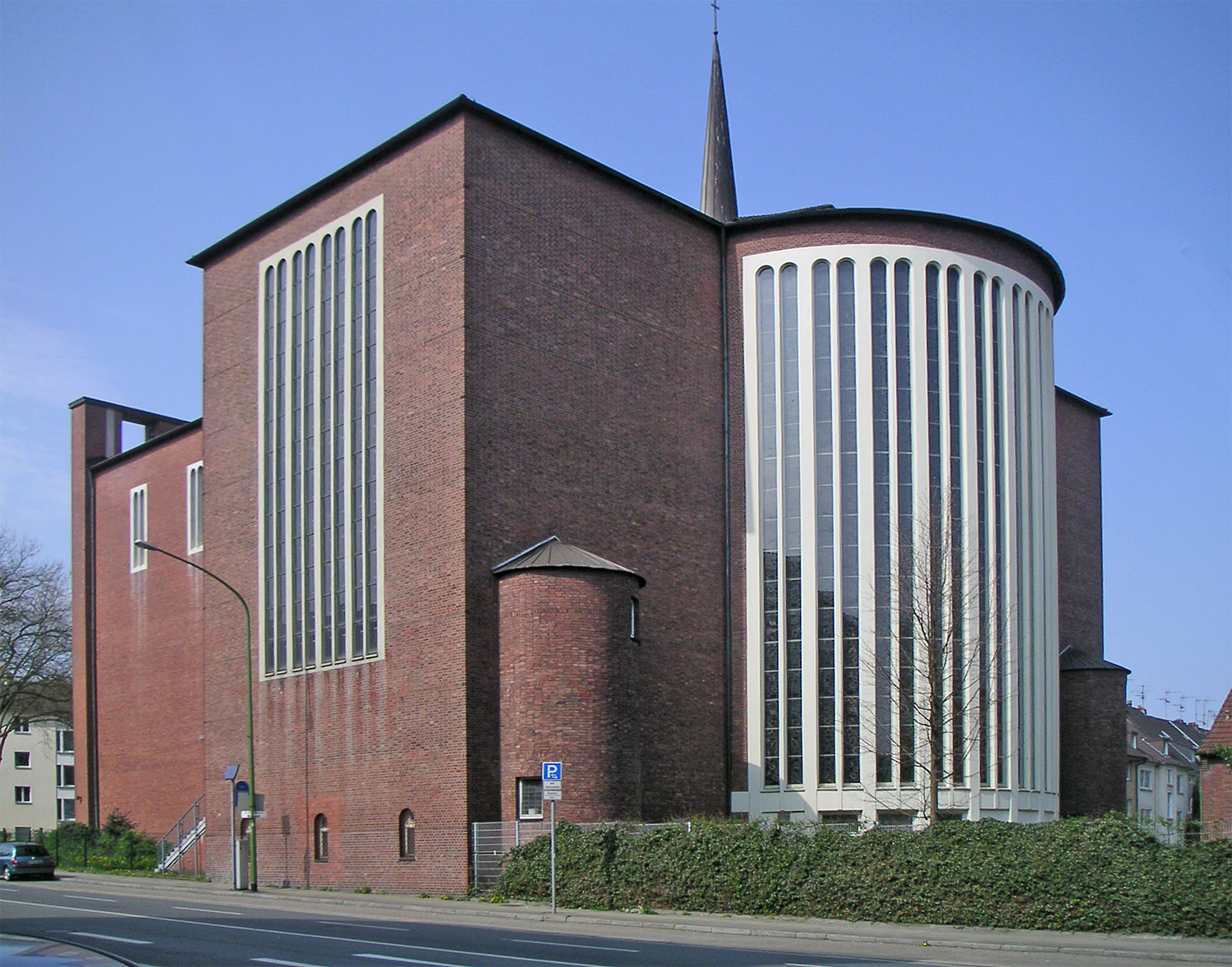
St. Engelbert, Blick von Nordosten 2009

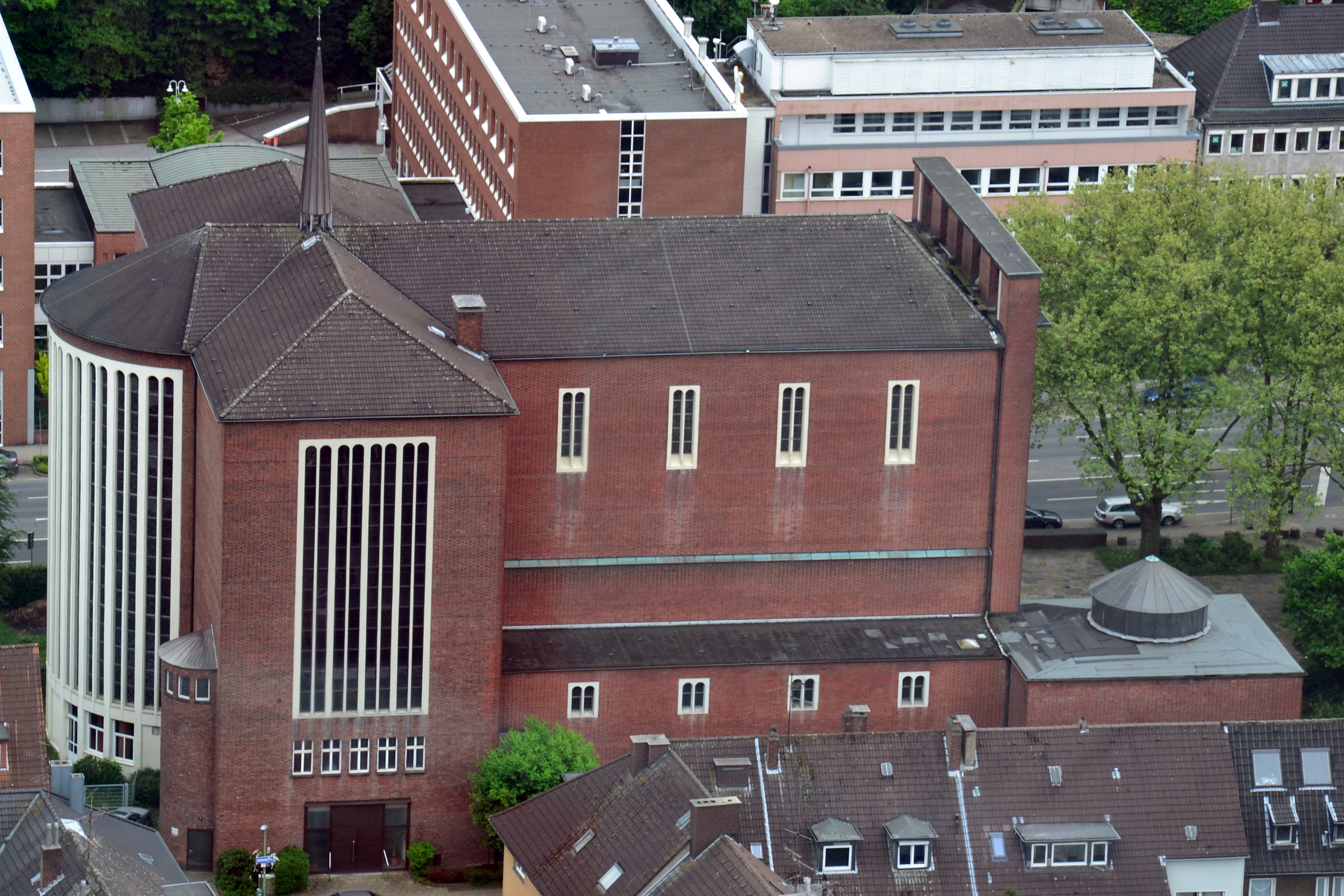
Kirchenrückseite

Die Kirche St. Engelbert steht im Südviertel der Stadt Essen. Sie wurde vom Architekten Dominikus Böhm entworfen und 1935 konsekriert. 1993 stellte man sie unter Denkmalschutz. 2008 wurde sie profaniert.
Am 11. September 2011 erfuhr der Kirchbau durch die Eröffnung des ChorForums Essen eine neue Nutzung.

## Geschichte

### Vorgängerbau

Vorgängerkirche (vor 1900)

Aufgrund der schnellen Entwicklung des südlichen Stadtviertels während der Zeit der Industrialisierung wurde in diesem Teil der Johannispfarre eine Kirche notwendig. Der Kirchenbauvorstand fand das Grundstück an der Ecke Hofstraße/Kaiserstraße, auf dem auch die heutige Kirche steht. Damals trugen die heutige Kronprinzenstraße an dieser Stelle den Namen Kaiserstraße, und die Gutenbergstraße den Namen Hofstraße. 1896 entstand der Vorgängerbau der heutigen Kirche. Er wurde vom Architekten Heinrich Krings entworfen und, wie der Nachfolgebau, nach dem Kölner Erzbischof Engelbert von Berg benannt. Der Kirchenbauverein plante allerdings von Beginn an, hier später ein größeres Gotteshaus zu errichten. So ist unter anderem ein Entwurf von Josef Franke bekannt. Zu Beginn des Ersten Weltkrieges lagen dann Pläne des Trierer Dombaumeisters Julius Wirtz vor. Die finanziellen Mittel reichten allerdings, bedingt durch Ausbruch des Krieges und die spätere Inflation, für ein solches Vorhaben nicht aus.

### Bis zum Zweiten Weltkrieg
Der erste Spatenstich der dreischiffigen Backsteinbasilika nach Plänen des Kirchenbauers Dominikus Böhm fand am 29. Juli 1934 statt, worauf die Grundsteinlegung am 14. Oktober 1934 folgte. Die Kirche wurde bereits 1935 geweiht, obwohl sie erst 1937 fertiggestellt war. Sie hatte einen Grundriss von 26 mal 60 Metern und im Westen zwei gedrungene Türme von je 37 Metern Höhe. 
Die Türme beherbergten ein vierstimmiges Bronzeglockengeläut (b0 - c´ - d´ - es´), welches der renommierte Glockengießer Otto aus Hemelingen/Bremen im Jahr 1934 gegossen hatte. Drei der Glocken haben die Glockenvernichtung des Zweiten Weltkrieges überlebt. Im Jahr 1955 wurde das Geläut durch Otto um zwei Glocken auf fünf erweitert. Die Glocken wurden nach dem Krieg frei hängend in einer Schildmauer untergebracht. Im Jahr 1952 hatte Otto schon eine kleine Glocke für den Dachreiter gegossen. Heute stehen die beiden größten Glocken auf dem Kirchplatz.
St. Engelbert wurde unter anderem zum Austragungsort für Jugendtage, die auch mit dem Kölner Kardinal Frings stattfanden. Noch bis in die Anfänge der 1940er Jahre kamen tausende katholische Jugendliche zu den Bekenntnistagen, die damit zu wichtigen Gegenveranstaltungen zu denen der Hitlerjugend wurden.
Im Zweiten Weltkrieg wurde der Kirchbau 1945 bis auf unterirdischen Räume und einen Teil des Chores völlig zerstört.

### Vom Wiederaufbau bis zur Profanierung

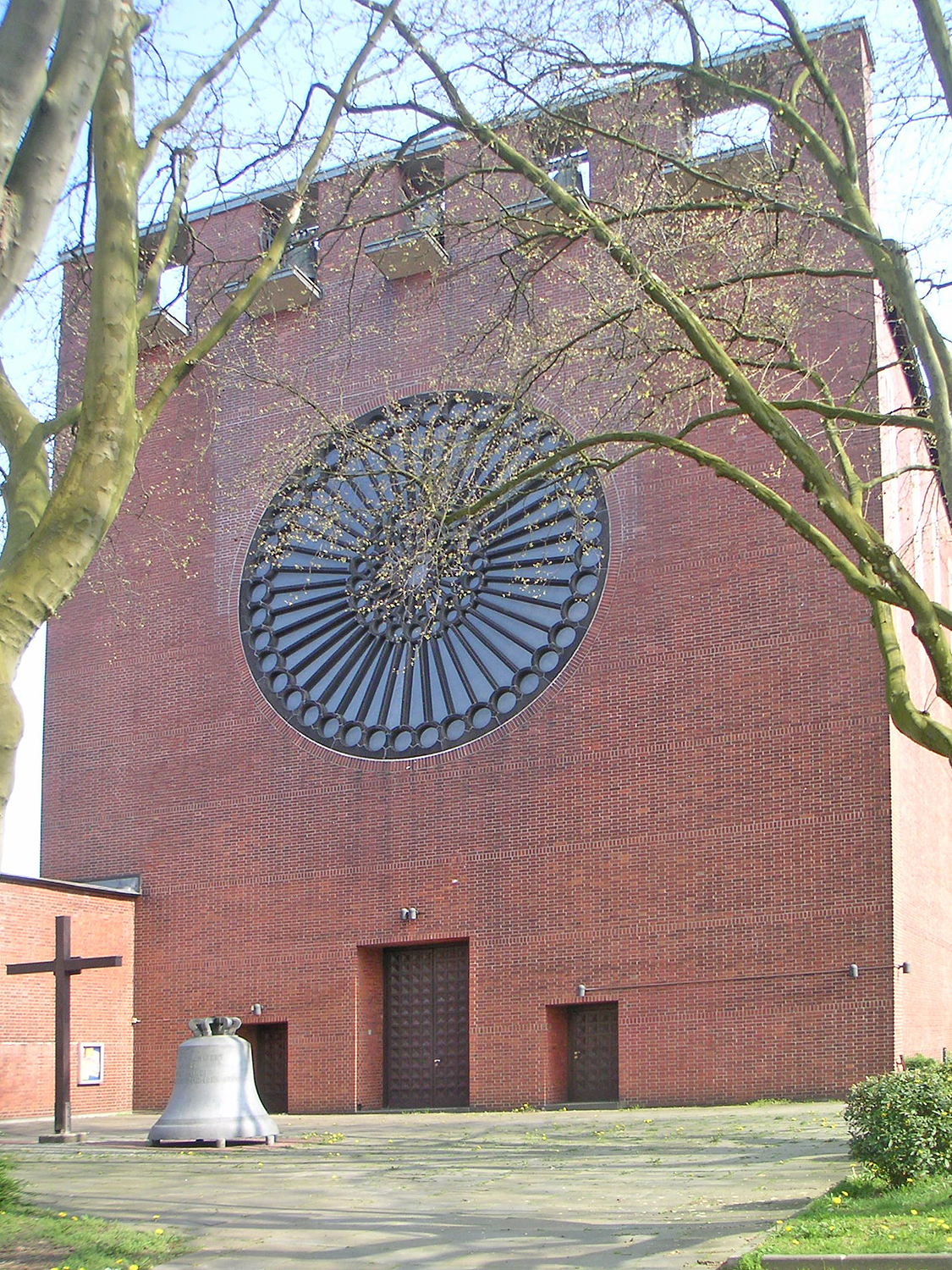
Westseite, Eingangsbereich

Zwischen 1953 und 1955 fand erneut nach Plänen von Dominikus Böhm der Wiederaufbau der St.-Engelbert-Kirche statt. Der Grundriss wurde aus finanziellen Gründen auf 45 Meter Länge verkürzt. Auch die westliche Doppelturmfassade sowie das südliche Seitenschiff wurden nicht wiederhergestellt. Dafür entstand ein größerer Kirchenvorplatz. Die Glocken fanden in einer neuen Schildfassade Platz.
Der Bildhauer Ludwig Gies, der unter anderem auch die Chorfenster im Essener Münster entwarf, schuf 1956 ein großes Holzkruzifix, das im verglasten Chor aufgehängt wurde.
Nach der Umstrukturierung der Gemeinden des Bistums Essen im Jahre 2007 stellte das Bistum keine finanziellen Mittel mehr zum Unterhalt der Kirche zur Verfügung. Ihren letzten Gottesdienst in der St.-Engelbert-Kirche feierte die Gemeinde am 27. Januar 2008. Danach wurde sie profaniert.

### Neue Nutzung ab 2011
Als das Bistum Essen beschloss, die St.-Engelbert-Kirche zu schließen, wurde nach einer sinnvollen und würdigen neuen Nutzung des denkmalgeschützten Kirchbaus gesucht. Im März 2011 wurde ein Vertrag zwischen der Großpfarrei St. Gertrud im Stadtkern, zu deren Bereich St. Engelbert gehört, und dem 2006 gegründeten Verein ChorForum Essen geschlossen. Damit wurde das Gotteshaus mit einigen Umbaumaßnahmen unter Berücksichtigung des Denkmalschutzes zum Kulturhaus und wird seitdem vom Verein ChorForum unterhalten. Am 11. September 2011 fand die offizielle Eröffnung statt.
Zu den Veranstaltungen gehören auch Sonderausstellungen, so etwa 2013 100 beste Plakate 12 Deutschland Österreich Schweiz in Zusammenarbeit mit dem Deutschen Plakat Museum im Museum Folkwang.